# Ośrodek Badań Filozoficznych
Ośrodek Badań Filozoficznych - jest stowarzyszeniem, którego celem jest działanie na rzecz rozwoju filozofii i nauk społecznych. 
Ośrodek Badań Filozoficznych powstał w 2005 roku.
Ośrodek Badań Filozoficznych jest m.in. organizatorem konferencji: Kazimierz Naturalism Workshop i Zlot Filozoficzny oraz wydawcą Biblioteki Ośrodka Badań Filozoficznych i kwartalnika Avant.